# Bernard Lonergan

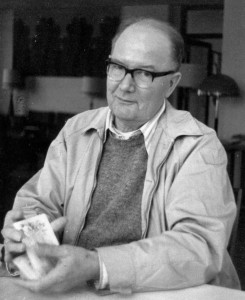

Bernard J.F. Lonergan, SJ (ur. 17 grudnia 1904, zm. 26 listopada 1984) – kanadyjski jezuita, filozof i teolog. Wykładał na Papieskim Uniwersytecie Gregoriańskim i na Uniwersytecie Harvardzkim. Autor wielu prac, najbardziej znane to Insight: A Study of Human Understanding (1957) i Method in Theology (1972, Metoda w teologii, Warszawa 1976).